# Utolineides alba
Utolineides alba är en djurart som tillhör fylumet slemmaskar, och som beskrevs av Senz 1997. Utolineides alba ingår i släktet Utolineides, klassen Anopla, fylumet slemmaskar och riket djur. Inga underarter finns listade i Catalogue of Life.